# Condamné
Pour plus de détails, voir Fiche technique et Distribution.
Condamné (Condemned) est un film américain réalisé par Wesley Ruggles, sorti en 1929.

## Synopsis
Colman, un gentleman cambrioleur, est envoyé en prison à Devil's Island, où il tombe amoureux de la femme du directeur sadique Digges.

## Fiche technique
- Titre original : Condemned
- Titre français : Condamné
- Réalisation : Wesley Ruggles
- Scénario : Sidney Howard d'après Condemned to Devil's Island de Blair Niles
- Photographie : George Barnes et Gregg Toland
- Producteur : Samuel Goldwyn
- Société de production : Goldwyn Pictures Corporation
- Société de distribution : United Artists
- Pays de production : États-Unis
- Format : Noir et blanc - 1,33:1 - Mono
- Date de sortie : 1929

## Distribution
- Ronald Colman : Michel
- Ann Harding : Madame Vidal
- Dudley Digges : Jean Vidal
- Louis Wolheim : Jacques Duval
- William Elmer : Pierre
- John George (non crédité) : un prisonnier

## Distinctions
- Ronald Colman nommé pour l'Oscar du meilleur acteur en 1930.